# Estadio Armando Tuirán
Das Estadio Armando Tuirán (auch Estadio Armando Tuirán Paternina) ist ein Fußballstadion in der kolumbianischen Stadt Sahagún. Es bietet derzeit Platz für 9.000 Zuschauer.

## Geschichte und Zukunftspläne
| Estadio Armando Tuirán |

| Lokalisierung von Córdoba in Kolumbien |

Das Stadion wurde 2016 vom kolumbianischen Präsidenten Juan Manuel Santos eröffnet. Der Bau wird in Verbindung gebracht mit dem Korruptionsskandal des Odebrecht-Konzerns.
Der in Montería, der Hauptstadt von Córdoba, ansässige Fußballverein Jaguares de Córdoba trug seine Heimspiele der Copa Colombia 2017 im Estadio Armando Tuirán aus. Zudem wich der Verein zu Beginn der Apertura 2018 von Januar bis März aufgrund von Baumaßnahmen am Estadio Jaraguay nach Sahagún aus.